# Barbut capnegre
El barbut capnegre (Tricholaema melanocephala) és una espècie d'ocell de la família dels líbids (Lybiidae).
 Habita boscos d'acàcies i garrigues de l'extrem oriental de Sudan del Sud, Etiòpia, Eritrea, Djibouti, Somàlia, Kenya i nord-est i centre de Tanzània.